# Egíal
|  | No s'ha de confondre amb Egíal (Paflagònia). |

Egíal (en grec antic Αιγιαλός, que significa 'litoral', 'vora de la mar') era una ciutat grega que Homer menciona al "Catàleg de les naus" a la Ilíada. Només se sap que era una de les ciutats sota el comandament d'Agamèmnon.
Segons Estrabó, Egíal era un dels noms antics de la ciutat que més tard es va anomenar Mecone (Μηκώνη) i encara més tard va rebre el nom de Sició, i Egíal va passar a designar la franja costera entre Sició i l'Èlida, fins a Dime, ja a l'Acaia. També menciona una tradició que deia que els atenencs havien enviat una colònia formada bàsicament per jonis a Acaia, i el territori va deixar d'anomenar-se Egíal i es va dir Jònia. Allà van fundar dotze ciutats.
Pausànias explica dues tradicions sobre l'origen del topònim. Una explicava que el nom li provenia d'Egialeu, un antic rei de Sició, que va fundar també una ciutat a la planúria que es deia Egialea, on en el seu temps només hi quedava un santuari d'Atena a l'antiga acròpolis. També diu que el nom d'Egíal era pel caràcter marítim de la regió.